# Гафер лента
Гафер лента е високоякостна текстилна лента с матово покритие и лепило на базата на естествен каучук. Характеризиара се с изключително висока адхезия, без да оставя следи от лепило след отлепяне. Намира широко приложение в развлекателната индустрия (филмови и театрални декори, фотография, радио и телевизионна апаратура), промишлеността, строителството и транспорта. Средната обща дебелина е около и над 300 микрона. Има добра якост на опън издържа на напрежение. Гафер лентите са лесни за развиване и късане с ръка напречно. Могат да бъдат разкъсани на по-тесни ленти. Използат се за захващане на въжета и кабели, за запечатване и задържане, хидроизолация и защита, за маркиране и етикиране на оборудване. 